# Citrus

Citrus er det fælles navn for en slægt, der er udbredt i det tropiske og subtropiske Asien med ca. 140 arter og naturlige hybrider. Ordet citrus kommer af græsk kedros via latin cedrus. Disse ord blev brugt af oldtidens grækere og romere om flere forskellige træer med duftende løv eller ved (citrus har samme oprindelse som plantenavnet for Ceder, der også var kendt for sit velduftende ved).en
Slægtens taxonomi og systematiske forhold er komplekse, og man kender ikke det præcise antal naturligt forekommende arter. Det skyldes, at mange af de navngivne arter formeres vegetativt som kloner, og desuden er der beviser for, at ægte vilde arter i virkeligheden er spontane hybrider. Dyrkede former af Citrus kan muligvis føres tilbage til så få som fire oprindelige arter. De spontane og fremavlede hybrider omfatter økonomisk betydningsfulde frugter som appelsin, grapefrugt, citron visse former for lime og nogle af tangerinerne.en
Forskning tyder på, at nærtstående slægter som Fortunella (kumquat), Poncirus (dværgcitron) og muligvis de australske slægter Microcitrus og Eremocitrus,en bør høre hjemme i Citrus, hvortil de fleste botanikere henfører dem i dag.

## Citrus-arter og afledte hybridarter
Citrus-arter, som vi kender dem, er resultatet af seksuel hybridisering mellem fire oprindelige arter, hvilket har ledt til et stort antal hybridarteren. Nedenstående oversigt er fortrinsvis baseret på den taksonomiske oversigt i Kalita et al. (2021).Her nævnes kun de arter, som har økonomisk betydning.
| Arter |

- Appelsin (Citrus sinensis)
- Cedrat (Citrus medica) – Sukatfrugt
- Citron (Citrus limon)
- Grapefrugt (Citrus paradisi)
  - Ugli (C. reticulata × paradisi)
- Lime (Citrus aurantifolia)
- Klementin (Citrus clementina)
- Mandarin (Citrus reticulata)
- Pomelo eller Pompelmus (Citrus maxima eller Citrus grandis)
- Pomerans (Citrus aurantium)
- Kumquat (Citrus japonica)